# Manuel Pérez
Manuel Pérez Propín (1944 – 9 giugno 2024) è stato un allenatore di pallacanestro cubano.

## Carriera
Guidò Cuba in due edizioni dei Giochi olimpici (Mosca 1980, Barcellona 1992) e a tre dei Campionati mondiali (1983, 1986, 1990).